# Mijn Franse tante Gazeuse
Mijn Franse tante Gazeuse is een Nederlandse jeugdfilm uit 1997. De film is gebaseerd op de 13-delige serie uit 1996 (totale speelduur 325 minuten) die op televisie werd uitgezonden door de AVRO. De film is geschreven door Burny Bos en Tamara Bos en geregisseerd door Joram Lürsen en Ben Sombogaart.
De film werd door het publiek slecht bezocht: slechts 6.839 mensen bezochten de film. De serie daarentegen was erg populair.

## Verhaal
Het dorp Droogbaak waar Katootje woont is uitgeroepen tot de netste van het land. De koningin heeft besloten dit dorp te komen bezoeken. De burgemeester doet een voorstel aan haar om het netste huis van het dorp te gaan bezoeken. Het huis van Katootje en dat van haar buurman komen hiervoor in aanmerking omdat dit de netste inwoners zijn. Katootjes vader doet er alles aan om de prijs te winnen en hij denkt op dat moment nergens anders aan, tot ergernis van zijn vrouw en dochter. Het aangekondigde bezoek van Tante Gazeuse met haar verloofde O.J. aan de Loire, zorgt ervoor dat vader Tekelenburg nog zenuwachtiger wordt. Dit wordt nog erger als Katootje zegt dat ze graag een huisdier, het liefst een konijn, voor haar achtste verjaardag wil. Omdat dit van haar vader niet mag, besluit ze het konijn stiekem te houden. Ze verstopt het in het standbeeld van het dorpsplein. De strijd om de netste inwoner van het dorp wordt door al deze omstandigheden nogal bemoeilijkt, zowel voor vader Tekelenburg als voor buurman Van Zanten.

## Hoofdrollen
| Acteur                 | Personage                                       |
| ---------------------- | ----------------------------------------------- |
| Afroditi-Piteni Bijker | Katootje                                        |
| Hanneke Riemer         | Moeder Tekelenburg                              |
| Walter Crommelin       | Vader Tekelenburg                               |
| Nelly Frijda           | Burgemeester                                    |
| Caroline van Gastel    | Tante Gazeuse                                   |
| Willeke van Ammelrooy  | Koningin (zangstem door Lucretia van der Vloot) |
| Boris de Bournonville  | O.J. aan de Loire                               |
| Hans van den Berg      | Buurman van Zanten                              |
| Chris Bolczek          | Brigadier Kluif                                 |